# ترجمه متون پزشکی
ترجمه متون پزشکی به عمل ترجمه اسناد مختلف - مواد آموزشی، خبرنامه‌های پزشکی، برگه‌های اطلاعات دارویی و غیره - برای مراقبت‌های بهداشتی، تجهیزات پزشکی، بازاریابی، یا برای اسناد بالینی، نظارتی و فنی است. اکثر کشورها از شرکت‌ها و سازمان‌ها می‌خواهند که ادبیات و برچسب‌گذاری تجهیزات پزشکی یا دارویی را به زبان ملی خود ترجمه کنند. اسناد کارآزمایی بالینی اغلب نیاز به ترجمه برای پزشکان، بیماران و نمایندگان نظارتی محلی دارند. موارد ارسالی تأییدیه‌های نظارتی معمولاً باید ترجمه شوند. علاوه بر مهارت‌های زبانی، ترجمه متون پزشکی به دلیل ماهیت بسیار فنی، حساس و منظم این متون، به آموزش خاص و دانش موضوعی نیاز دارد.

## مراحل
ترجمه متون پزشکی می‌تواند شامل مراحل زیر باشد:
- استخراج متن از منبع
- ترجمه متن به زبان مقصد
- ویراستاری توسط یک شخص دیگر برای اطمینان حاصل کردن از درست بودن اصطلاحات پزشکی و سبک نگارش و لحن مناسب
- انتشار ترجمه در قالب اصلی (مثلاً سند ورد، صفحه وب، برنامه آموزش الکترونیکی)
- نمونه‌خوانی برای اطمینان از اینکه ترجمه دارای علائم نگارشی و فاصله مناسب خطوط و صفحه‌ها است و در قالب اصلی به درستی نمایش داده می‌شود.
- بررسی در داخل کشور توسط یک متخصص بومی‌زبان برای اطمینان از اینکه ترجمه تمام الزامات را برآورده می‌کند.

## کیفیت و استاندارد
به دلیل اینکه مرگ و زندگی بیماران به درک درست و صحیح از متون پزشکی وابسته است، لازم است که ترجمه از کیفیت بالایی برخوردار باشد. پزشکی بین‌الملل به شدت تحت نظارت است و شرکت‌هایی که باید اسناد را ترجمه کنند، معمولاً آژانس‌های ترجمه دارای گواهی را انتخاب می‌کنند یا خود را با یک یا چند استاندارد زیر مطابقت می‌دهند:
- ای‌ان ۱۵۰۳۸ - استاندارد اروپایی برای کیفیت فروشنده ترجمه (استانداردهای کیفیت ترجمه)
- ایزو ۹۰۰۱ - استاندارد سیستم کیفیت
- ایزو ۱۳۴۸۵ - استاندارد کلی برای تولید تجهیزات پزشکی

به دلیل وجود ویژگی‌ها، مقررات و چالش‌های زیاد در زمینه ترجمه متون پزشکی، برخی از شرکت‌های ترجمه تخصصی پدید آمده‌اند که به‌طور انحصاری با ترجمه این متون سروکار دارند. برخی از این شرکت‌ها پزشکان را برای نظارت بر روند ترجمه استخدام می‌کنند.